# N521 (België)
De N521 is een gewestweg in België tussen Ogy (N57) en het treinstation Papegem. De weg is ongeveer 6,5 kilometer lang.
De gehele weg heeft geen rijstrookmarkeringen en is op sommige stukken vrij smal. Mede hierdoor is op delen van de weg niet al het vrachtverkeer toegestaan.

## Plaatsen langs N521
- Ogy
- Sarts
- Wannebecq
- Papegem